# Erich Müller (Bildhauer)
Erich Müller (* 28. Dezember 1909 in Helbersdorf; † 11. Dezember 1976 in Dresden) war ein deutscher Bildhauer und Künstler.

## Leben
Erich Müller wurde als Sohn eines Metalldrehers und einer Schneiderin geboren; er war eins von sechs Kindern der Eheleute. Schon als Kind griff er zum Schnitzmesser und beteiligte sich an den Weihnachts-Ausstellungen des Erzgebirgischen Schnitzvereins in Chemnitz. Ab seinem zwölften Lebensjahr besuchte er einmal wöchentlich und nach Volksschul-Abschluss täglich die 1874 gegründete Staatliche Spielwarenfachschule in Grünhainichen, die damals von Professor Alwin Seifert geleitet wurde. 1921 gewann er den Ersten Preis des Kunstgewerbevereins zu Chemnitz im Wettbewerb für selbstgefertigtes Spielzeug. 1924 wurde Professor Theodor Artur Winde auf Müller aufmerksam und holte ihn in seine Fachklasse an der Staatlichen Akademie für Kunstgewerbe in Dresden, wo Müller bis 1928 studierte.
Sein Studienweg führte ihn auch nach Wien und Berlin, wo er das Handwerk als Steinbildhauer erlernte (Gesellenprüfung 1931). 1932 kehrte er zu Winde zurück und wurde als Meisterschüler gefördert. Ab 1934 war Erich Müller freischaffend in Dresden tätig. Er wurde von den Professoren Oskar Seyffert und Reinhold Langner regelmäßig mit Aufträgen für das Dresdner Volkskunstmuseum betraut. Nach einer Studienreise nach Italien (1936), Zweitem Weltkrieg und Gefangenschaft (1946) setzte Müller sein künstlerisches Schaffen 1947 fort und heiratete.
Müllers Aktivitäten waren sehr vielseitig. Er schuf eine Fülle von Tierplastiken, Einzelfiguren und Gruppenszenen, so etwa den „Garten Eden“ mit mehr als 150 Tieren. Seine farbig gefassten Krippenfiguren in knapper Formensprache erfreuten sich großer Beliebtheit. Diese etwa 40 Zentimeter großen Figuren wurden beispielsweise von den Kirchen in Dresden-Plauen und Saalfeld erworben. Auch fertigte er in dokumentarischer Treue nach denkmalpflegerischen Vorlagen Modelle typisch sächsischer Hausformen.

## Stil
Erich Müllers Holzplastiken, die vorwiegend in kleineren Formaten entstanden, zeichnen sich aus mit sparsamer Verwendung aller technischen Mittel, materialgerechte Gestaltung, Konzentration auf das Wesentliche in Inhalt und Form, Realismus und Volkstümlichkeit. Müller vermied verniedlichende Genre-Schnitzerei, wie sie zu seiner Zeit im Erzgebirge und der Rhön anzutreffen waren.

## Holzreliefs
Müller schnitzte in staatlichem Auftrag großformatige Holzreliefs aus Lindenholz, so beispielsweise 52 Reliefs für einen Kindergarten in Radeberg (1953) und sechs Reliefs für das Kinderportal an der Nordseite der Kreuzkirche Dresden (1955–1956).

## Arbeiten für die Kirche
Erich Müller schuf die Orgelprospekte für die Kirche in Mauersberg (1951–1952) und für die Evangelische Akademie Meißen (1955), das Relief für die Kirche in Großdittmannsdorf (1960), die große Altarwand für die Kirche in Arnsfeld (1963–1964) und den Flügelaltar für die Kirche in Reichenbach im Vogtland.

## Ausstellung
Das Museum für Volkskunst Dresden veranstaltete 1978 eine Ausstellung mit Werken von Erich Müller zum Andenken an den 1976 verstorbenen Schnitzer und Bildhauer – das Museum hat die umfangreichste Sammlung von Werken von Erich Müller in seinen Beständen.